# Adelaida
Adelaida je ženské křestní jméno francouzského původu. Je to podoba německého jména Adelheid nebo Adelheida pocházejícího ze staroněmeckého adel-heit a vykládá se jako „bytost ušlechtilá, vznešených způsobů“.
Podle maďarského kalendáře má svátek 16. prosince.
Českou variantou jména je též jméno Adéla.

## Adelaida v jiných jazycích
- Slovensky, rusky, maďarsky: Adelaida
- Německy: Adelheid
- Anglicky, francouzsky: Adelaide
- Polsky: Adelajda